# Хутори (Черкаський район)
Хутори́ — село в Україні, в Черкаському районі Черкаської області, підпорядковане Червонослобідській сільській громаді. Розташоване за 8 км на південь від міста Черкаси, але по суті межує з ним вулицями.

## Історія
Село було засноване 1907 року селянами з села Худяки, які не мали землі. Вони створили тут невеликий хутір Тернівка. Біля ставу Штахурського в 1921 році виник хутір Данилівка. З 1922 року сюди почали масово переселятись жителі сіл Леськи, Худяки, Червоної Слободи і Талдиків. Вони заснували третій хутір Кирилівку. Поступово всі 3 хутори об'єднались в село Хутори, яке підпорядковувалось Степанківській сільській раді. Жителі села вели одноосібне господарство. В 1923 році в селі була збудована школа. 1929 року було утворено першу сільськогосподарську артіль.
2 серпня 1941 року село було окуповане німецькими військами. На фронт Другої світової війни пішло 200 жителів села. Німці спалили в селі всі громадські приміщення, забрали в неволю багато селян. В грудні 1943 року, разом з містом Черкаси, були повторно окуповані радянським режимом і Хутори. Після війни почалась відбудова господарства. 1950 року місцевий колгосп об'єднався з колгоспом села Степанки, але вже 1952 року було утворено окреме господарство «Перше травня», яке з часом перетворилось на спеціальне господарство з виробництва курячих яєць.
Поряд з господарством, після війни відновлювалась і соціальна сфера. Одразу запрацювала школа, яку 1949 року було перетворено на семирічну, а 1961 року — на восьмирічну. 1966 року колгосп збудував нове приміщення для сільської школи, проклав асфальтовану дорогу з Черкас. 1972 року колгосп було перетворено на птахофабрику «Перше травня». 1976 року було збудовано дитячий садочок «Ластівка», 1988 року — сільську амбулаторію.

## Населення

### Мова
Розподіл населення за рідною мовою за даними перепису 2001 року:
| Мова            | Кількість | Відсоток |
| --------------- | --------- | -------- |
| українська      | 2308      | 95.29%   |
| російська       | 97        | 4.00%    |
| білоруська      | 7         | 0.29%    |
| румунська       | 2         | 0.08%    |
| болгарська      | 1         | 0.04%    |
| гагаузька       | 1         | 0.04%    |
| інші/не вказали | 6         | 0.26%    |
| Усього          | 2422      | 100%     |

## Економіка
В селі на сьогодні працюють декілька підприємств:
- ВАТ «Птахофабрика „Перше Травня“» — виробництво курячих яєць та м'яса
- селянське (фермерське) господарство «Сім'я Хорошковських» — міжміські перевезення автобусами «Богдан»
- ТОВ «Гарант»
- ТОВ <ТАМАКО-ІНВЕСТ> — завод з переробки риби
- ВАТ «Птахофабрика „Перше травня“» є представником птахівничої галузі України. Вона була утворена в 1952 році як колгосп, який був реорганізований в 1972 році у птахофабрику. Власником контрольного пакету підприємства є компанія «Трилекс», яка була заснована в 1994 році. На сьогодні фабрика займається виробництвом харчових курячих яєць, окрім цього — виробництво племінної продукції (племінні яйця, добовий та підрощений молодняк курей), м'ясних виробів з курятини, яєчного порошку, комбікормів, борошна та олії. Багато членів птахофабрики отримали державні нагороди. Зараз входить до складу ГК «Аграрний Холдинг Авангард».[2]

Поруч з селом розташований роз'їзд 898 км, де зупиняються поїзди Шевченко (Сміла) — Черкаси — Гребінка,

## Соціальна сфера
В селі є загальноосвітня школа I—III ступенів на 400 учнів, дитячий садочок «Ластівка» на 68 дітей, медична амбулаторія, будинок культури, Церква Євангеліських християн — баптистів, у процесі завершення будівництва знаходиться Церква Всіх Святих Української православної церкви Московського патріархату.

## Відомі люди
Уродженці села:
- Воробкало Андрій Станіславович (1996—2023) — український військовослужбовець, учасник російсько-української війни.